# Domenico Tarugi
Domenico Tarugi (né en 1638 à Ferrare, dans l'actuelle Émilie-Romagne, alors dans les États pontificaux et mort le 27 décembre 1696 dans la même ville) est un cardinal italien de la fin du XVIIe siècle.

## Biographie
Domenico Tarugi est auditeur à la Rote romaine, auditeur à la nonciature au Portugal et référendaire au tribunal suprême de la Signature apostolique.
Le pape Innocent XII le crée cardinal lors du consistoire du 12 décembre 1695. Il est nommé évêque de Ferrare en 1696, mais meurt la même année. 